# دار السبة (حبيش)

تعديل مصدري - تعديل

دار السبة محلة تابعة لقرية عدن مسقل، التابعة لعزلة نقيل العقاب بمديرية حبيش إحدى مديريات محافظة إب في الجمهورية اليمنية، بلغ تعداد سكانها 59 حسب تعداد اليمن لعام 2004.